# Ghiacciaio Sölch
Il ghiacciaio Sölch (in inglese Sölch Glacier) è un ghiacciaio situato sulla costa di Loubet, nella parte occidentale della Terra di Graham, in Antartide. Il ghiacciaio, il cui punto più alto si trova 685 m s.l.m., è situato sulla penisola Pernik e fluisce verso ovest fino ad entrare nella cala di Salmon, poco a nord di picco Kanchov, sulla costa orientale del fiordo di Lallemand.

## Storia
Il ghiacciaio Sölch è stato mappato dal British Antarctic Survey, che all'epoca si chiamava ancora Falkland Islands and Dependencies Survey, grazie a fotografie aeree scattate durante una spedizione della stessa agenzia nel 1956-57 ed è stato poi così battezzato dal Comitato britannico per i toponimi antartici in onore di Johann Sölch (1883—1951), un geologo glaciale e glaciologo austriaco.